# Aeroporto Internacional Mariscal Sucre
O Aeropuerto Internacional Mariscal Sucre é um aeroporto localizado em Tababela, 40 km a leste da capital equatoriana Quito. Ele substitui o antigo aeroporto de Quito por causa de sua localização perigosa no centro da cidade e a resultante falta de oportunidades de expansão.
A construção começou em 2006 e foi concluída em fevereiro de 2013. Desde 20 de fevereiro de 2013, o aeroporto encontra-se em pleno funcionamento. O novo terminal fica em Tababela, na área metropolitana da capital. Ocupa 1.600 hectares de área total.
É um dos mais altos do mundo: fica a 2.400 metros de altitude – 400 metros mais baixo do que o antigo. O terminal de passageiros tem 38 mil m² de área construída. Entre outras facilidades, o novo terminal tem uma pista de 4.100 metros de extensão (1.000 metros a mais que o antigo), com 12 movimentos por hora. Na fase dois do projeto, há um projeto para uma segunda pista, com 2.350 metros de extensão.
A partir deste novo terminal a linha aérea equatoriana TAME iniciará voos diretos para Buenos Aires e São Paulo (GRU). E a Ibéria trará o Airbus A340-600, com capacidade para 380 passageiros. A KLM operará com um Boeing 777-200 e vai abrir a diária frequência entre Quito e Amesterdão, em voo direto.

## Companhias Aéreas e Destinos
| Companhias                             | Principais Destinos | Aeronave                                                                    |
| -------------------------------------- | --- | --------------------------------------------------------------------------- |
| Aerolineas Argentinas                  | Guaiaquil |                                                                             |
| Aeroméxico (SkyTeam)                   | Cidade do México | Boeing 737                                                                  |
| American Airlines (Oneworld)           | Dallas - Miami | Airbus A319 - Boeing 757                                                    |
| Avianca (Star Alliance)                | Bogotá | Airbus A320                                                                 |
| Avianca Ecuador (Star Alliance)        | Baltra - Bogotá - Cuenca - Guaiaquil - Lima - Manta - Medellín - El Coca - Lago Agrio - San Cristobal | Airbus A319 - Airbus A320                                                   |
| Avianca El Salvador (Star Alliance)    | San Salvador | Airbus A320                                                                 |
| Avianca Perú (Star Alliance)           | Lima - São Paulo | Airbus A320                                                                 |
| Boliviana de Aviación                  | Santa Cruz de la Sierra (Sazonal) | Boeing 737                                                                  |
| Copa Airlines (Star Alliance)          | Cidade do Panamá | Boeing 737                                                                  |
| Copa Airlines Colombia (Star Alliance) | Bogotá | Embraer 190                                                                 |
| Delta Air Lines (SkyTeam)              | Atlanta | Boeing 757                                                                  |
| Iberia (Oneworld)                      | Guayaquil, Madrid | Airbus A340                                                                 |
| JetBlue Airways                        | Fort Lauderdale | Airbus A320                                                                 |
| KLM (SkyTeam)                          | Amsterdão - Guayaquil | Boeing 777                                                                  |
| LATAM Chile (Oneworld)                 | Santiago | Boeing 767                                                                  |
| LATAM Ecuador (Oneworld)               | Baltra - Buenos Aires - Cuenca - Guaiaquil - Miami - San Cristobal - Santiago | Airbus A320 - Boeing 767                                                    |
| LATAM Perú (Oneworld)                  | Cali - Lima - Medellín | Airbus A319                                                                 |
| Línha Aéra Cuencana                    | Loja | Bombardier CRJ700                                                           |
| TAME                                   | Baltra - Bogotá - Buenos Aires - Cali - Caracas) - Cuenca - El Coca - Esmeraldas - Guaiaquil - Havana - Lago Agrio - Lima - Loja - Manta - Macas -Nova Iorque - Machala - Cidade do Panamá - Salinas - São Paulo - Tena - Tulcán | Airbus A319 - Airbus A320 - Airbus A330 - ATR42 - Embraer 170 - Embraer 190 |
| United Airlines (Star Alliance)        | Houston | Boeing 737                                                                  |
| VivaColombia                           | Bogotá | Airbus A320                                                                 |